# Maria Konstantinidou
Maria Konstantinidou (* 13. Dezember 2002 in Stuttgart) ist eine deutsche Basketballspielerin.

## Werdegang
Konstantinidou spielte bei der BSG Basket Ludwigsburg, 2017 gewann sie mit der Spielgemeinschaft Südwest im Rahmen des Bundesjugendlagers das Turnier der deutschen Landesauswahlen. Die 1,86 Meter große Innenspielerin kam in Ludwigsburg auch in der 2. Bundesliga zum Einsatz, 2020 wechselte sie zum Bundesligisten USC Freiburg, mit dem Konstantinidou 2022 deutsche Meisterin wurde. In der Sommerpause 2022 nahm sie innerhalb der Bundesliga das Angebot eines anderen Vereins, TK Hannover, an.
2023 wechselte Konstantinidou in den US-Bundesstaat Kalifornien an die California State University, Fresno.
Mit der deutschen Auswahl trat sie 2018 bei der U16-EM an, im Sommer 2022 nahm sie an der B-EM der Altersklasse U20 teil.